# Вильфранкон
Вильфранко́н (фр. Villefrancon) — коммуна во Франции, находится в регионе Франш-Конте. Департамент — Верхняя Сона. Входит в состав кантона Жи. Округ коммуны — Везуль.
Код INSEE коммуны — 70557.

## География

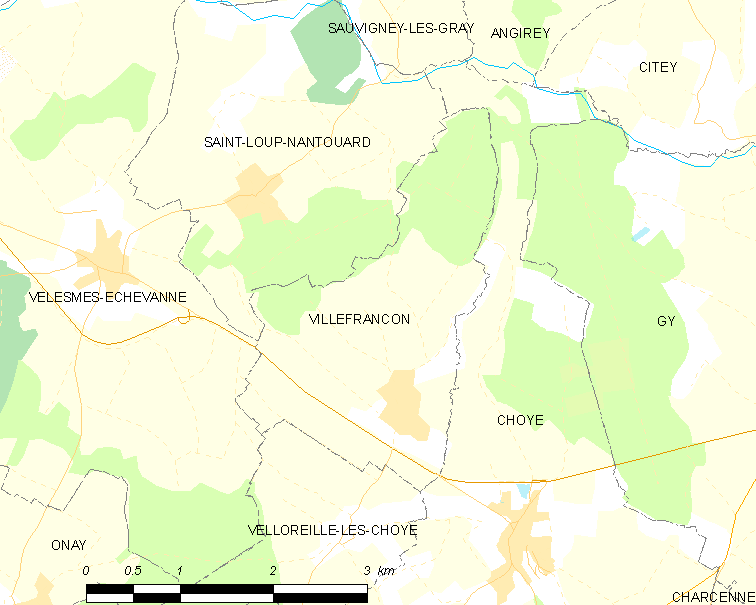
Карта коммуны

Коммуна расположена приблизительно в 300 км к юго-востоку от Парижа, в 28 км северо-западнее Безансона, в 40 км к юго-западу от Везуля.
Вдоль восточной границы коммуны протекает река Колонбина.

## Население
Население коммуны на 2010 год составляло 137 человек.
| 1962 | 1968 | 1975 | 1982 | 1990 | 1999 | 2010 |
| ---- | ---- | ---- | ---- | ---- | ---- | ---- |
| 86   | 88   | 78   | 73   | 79   | 73   | 137  |

## Администрация
| Период | Период | Фамилия     | Партия | Примечания   |
| ------ | ------ | ----------- | ------ | ------------ |
| 1971   | 1995   | Жан Мартен  |        | беспартийный |
| 1995   | 2014   | Реймон Байи |        | беспартийный |

## Экономика
В 2010 году среди 84 человек трудоспособного возраста (15—64 лет) 61 были экономически активными, 23 — неактивными (показатель активности — 72,6 %, в 1999 году было 64,3 %). Из 61 активных жителей работали 58 человек (32 мужчины и 26 женщин), безработными было 3 (1 мужчина и 2 женщины). Среди 23 неактивных 6 человек были учениками или студентами, 10 — пенсионерами, 7 были неактивными по другим причинам.

## Достопримечательности
- Замок Вильфранкон[фр.] (1713—1714 годы). Исторический памятник с 1987 года[3]